# Miroljub Pešić
Miroljub Pešić (Kirin Serbia: Мирољуб Пешић; sinh 23 tháng 10 năm 1993 ở Belgrade) là một hậu vệ bóng đá Serbia hiện tại thi đấu cho Sinđelić Beograd.